# Аннолид
«Аннолид» (нем. Annolied — «Песнь Анно») — средневековая немецкая поэма, рассказывающая об истории Баварии, а также о сотворении мира, исторических событиях, связанных с Германией, и о жизни святого епископа Анно. Поэма была создана ок. 1100 г. на средневерхненемецком языке, стихотворными куплетами, записанная монахом из аббатства Зигбург.

## Датировка
В этой поэме впервые упомянуто о городе Майнц, как месте коронации немецких королей. Немецкие короли обычно короновались в городе Аахен, и название Майнц в этой связи, вероятно относится к коронации Рудольфа Швабского в 1077 году или императора Генриха V в 1106 году.

## Общее содержание поэмы
Поэма состоит из трёх частей. Первая часть — религиозная и духовная история мира и его спасения, от создания до времён святого Анно. Вторая часть — мирская история мира, от основания немецких городов, и наконец, третья — «Vita Annonis» (жизнь Аннолида), рассказывающая биографию святого Анно.

## Сотворение мира и царства человека
В введении рассказывается о сотворении мира Богом, в частности говорится, что сначала Бог создал два царства: одно царство — духовное, второе — земное. Далее Он смешал эти два царства, чтобы создать первого человека. В результате появилось третье царство — царство человека. Потом автор описывает духовную и мирскую историю и наконец, показывает две кульминации в биографии человека, который занимает центральную позицию в истории.

## Происхождение баварцев из Армении
В поэме говорится, что баварский род вышел из армянской местности. А также указывается, что в той части далеко от Индии ещё имеются люди, разговаривающие на немецком языке.

## Значение поэмы
«Аннолид» считается одним из наиболее выдающихся произведений немецкой средневековой литературы. Поэма, помимо оригинальных философских и религиозных учений, сохранила важные исторические свидетельства о жизни баварцев и святого Анно, которому посвящена целая отдельная глава.
Поэма была написана двумя отдельными книгами, которые позже были объединены в «Кайзерхронике» (хроника баварских царей «Kaiserchronik», XII век) и всегда обе части описываются вместе.
В начале XX века «Энциклопедический словарь Брокгауза и Ефрона» на своих страницах описал следующий исторический документ, посвящённый Анно II, в таких словах:

«Известная хвалебная песнь, посвященная этому святому, так называемый „Annolied“, была сочинена вскоре после его смерти и не позже начала XII века. Поэтическое произведение это важно как памятник исторических воззрений времени и показывает, в какой незначительный срок история может превратиться в сказания. Во всяком случае основой легенды служит жизнь Анно, но она подверглась развитию в связи с общеисторическими данными. Изложение носит чисто народный характер и привлекательно неподдельным простосердечием тона. Прежнее воззрение Лахмана, по которому песнь написана в 1183 г., так как именно в этом году последовала канонизация, опровергается старинным характером языка и стихосложения; уже задолго до этого года кёльнский епископ считался святым, на что имеются указания в исторических источниках. Лишено основания мнения Гольцмана (в Пфейферовой „Germania“, т. 2-й) о том, что авторами следует считать Лампрехта, создавшего александрийский стих, и Ламберта Герцфельда. Впервые издано было это произведение Опицем (в Данциге, в 1639 г.) по рукописи, ныне затерявшейся, а затем Бецценбергером (в Кведлинбурге, в 1848), Ротом (Мюнхен, 1848) и Керейном (Франкфурт-на-Майне, 1865).»

## Отрывок оригинала на средневерхненемецком языке
Здесь представлен отрывок из поэмы в оригинальном варианте, на средневерхненемецком языке, где описывается история баварцев.
Duo sich Beirelant wider in virmaz, Die mêrin Reginsburch her se bisaz, Dâ vanter inne Helm unti brunigen,
Manigin helit guodin, Die dere burg hû[h]din. Wiliche Knechti dir wêrin, Deist in heidnischin buochin mêri. Dâ lisit man Noricus ensis,
Daz diudit ein suert Beierisch, Wanti si woldin wizzen Daz inge[m]ini baz nibizzin, Die man dikke durch den helm slûg; Demo liute was ie diz ellen gût.
Dere geslehte dare quam wîlin êre Von Armenie der hêrin, Dâ Nôê ûz der arkin gîng, Dûr diz olizuî von der tûvin intfieng: Iri zeichin noch du archa havit
Ûf den bergin Ararat. Man sagit daz dar in halvin noch sîn Die dir Diutischin sprecchin, Ingegin India vili verro. Peiere vûrin ie ziwîge gerno:
Den sigin den Cêsar an un gewan Mit bluote mûster in geltan.